# Église Saint-Laurent de Matapédia
Pour les articles homonymes, voir Église Saint-Laurent.
L'église Saint-Laurent de Matapédia est un édifice religieux catholique situé à Matapédia au Québec (Canada). Le lieu sert depuis 2009 de salle de spectacle appartenant à la municipalité de Matapédia. 

## Historique
Elle a été construite en 1902 et 1903 par l'architecte Joseph Doucet. De style éclectique elle est l'un des plus vieux lieux de culte de la région. Elle a été citée immeuble patrimonial en 2005 par la municipalité de Matapédia.